# Valíd al-Dzsászim
Valíd al-Dzsászim al-Mubarak (1959. november 18. – 2025. május 26.) válogatott kuvaiti labdarúgó, hátvéd, olimpikon.

## Pályafutása
1977 és 1990  között a Kuwait SC labdarúgója volt. 1979 és 1989 között 44 alkalommal szerepelt a kuvaiti válogatottban, melynek tagjaként részt vett az 1980-as moszkvai olimpián és az 1982-es spanyolországi világbajnokságon.